# フアン・カルロス・ゴメス
フアン・カルロス・ゴメス・ディアス（Juan Carlos Gómez Díaz、1973年4月6日 - ）は、スペイン・コルドバ出身の元サッカー選手、現サッカー指導者。ポジションはフォワード。現在はベレスCFの監督を務めている。

## タイトル

### クラブ
アトレティコ・マドリード
- ラ・リーガ : 1回 (1995-96)
- コパ・デル・レイ : 1回 (1995-96)
- セグンダ・ディビシオン : 1回 (2001-02)